# Hygronemobius
Hygronemobius is een geslacht van rechtvleugeligen uit de familie krekels (Gryllidae). De wetenschappelijke naam van dit geslacht is voor het eerst geldig gepubliceerd in 1913 door Hebard.

## Soorten
Het geslacht Hygronemobius omvat de volgende soorten:
- Hygronemobius albipalpus Saussure, 1877
- Hygronemobius albolineatus Desutter-Grandcolas, 1993
- Hygronemobius alleni Morse, 1905
- Hygronemobius amoenus Chopard, 1920
- Hygronemobius araucanus Saussure, 1874
- Hygronemobius basalis Walker, 1869
- Hygronemobius benoisti Chopard, 1920
- Hygronemobius boreus Desutter-Grandcolas, 1993
- Hygronemobius daphne Otte & Peck, 1998
- Hygronemobius darienicus Morse, 1905
- Hygronemobius diplagion Desutter-Grandcolas, 1993
- Hygronemobius dissimilis Saussure, 1874
- Hygronemobius elegans Desutter-Grandcolas, 1993
- Hygronemobius epia Otte & Perez-Gelabert, 2009
- Hygronemobius histrionicus Zayas, 1974
- Hygronemobius liura Hebard, 1915
- Hygronemobius longespinosus Chopard, 1956
- Hygronemobius minutipennis Bruner, 1916
- Hygronemobius nanus Desutter-Grandcolas, 1993
- Hygronemobius nemoralis Saussure, 1874
- Hygronemobius nigrofasciatus Desutter-Grandcolas, 1993
- Hygronemobius speculi McNeill, 1901
- Hygronemobius stellatus Desutter-Grandcolas, 1993
- Hygronemobius tetraplagion Desutter-Grandcolas, 1993
- Hygronemobius torquatus Desutter-Grandcolas, 1993